# Bethsabée (Gentileschi, Codazzi et Spadaro)
Pour les articles homonymes, voir Bethsabée (homonymie).
Bethsabée – en italien Bethsabea al bagno – est un tableau réalisé vers 1636-1637 par les peintres italiens Artemisia Gentileschi, Viviano Codazzi et Micco Spadaro. Cette huile sur toile est une peinture religieuse qui représente Bethsabée assistée de trois servantes pendant son bain, alors que David l'observe depuis le balcon d'un bâtiment voisin. Ce dernier a été peint par Codazzi, alors que le paysage est le fait de Spadaro, Gentileschi se réservant les personnages. Acquise en 1967, l'œuvre est conservée au Columbus Museum of Art, à Columbus, dans l'Ohio, aux États-Unis.